# Shalosh Regalim

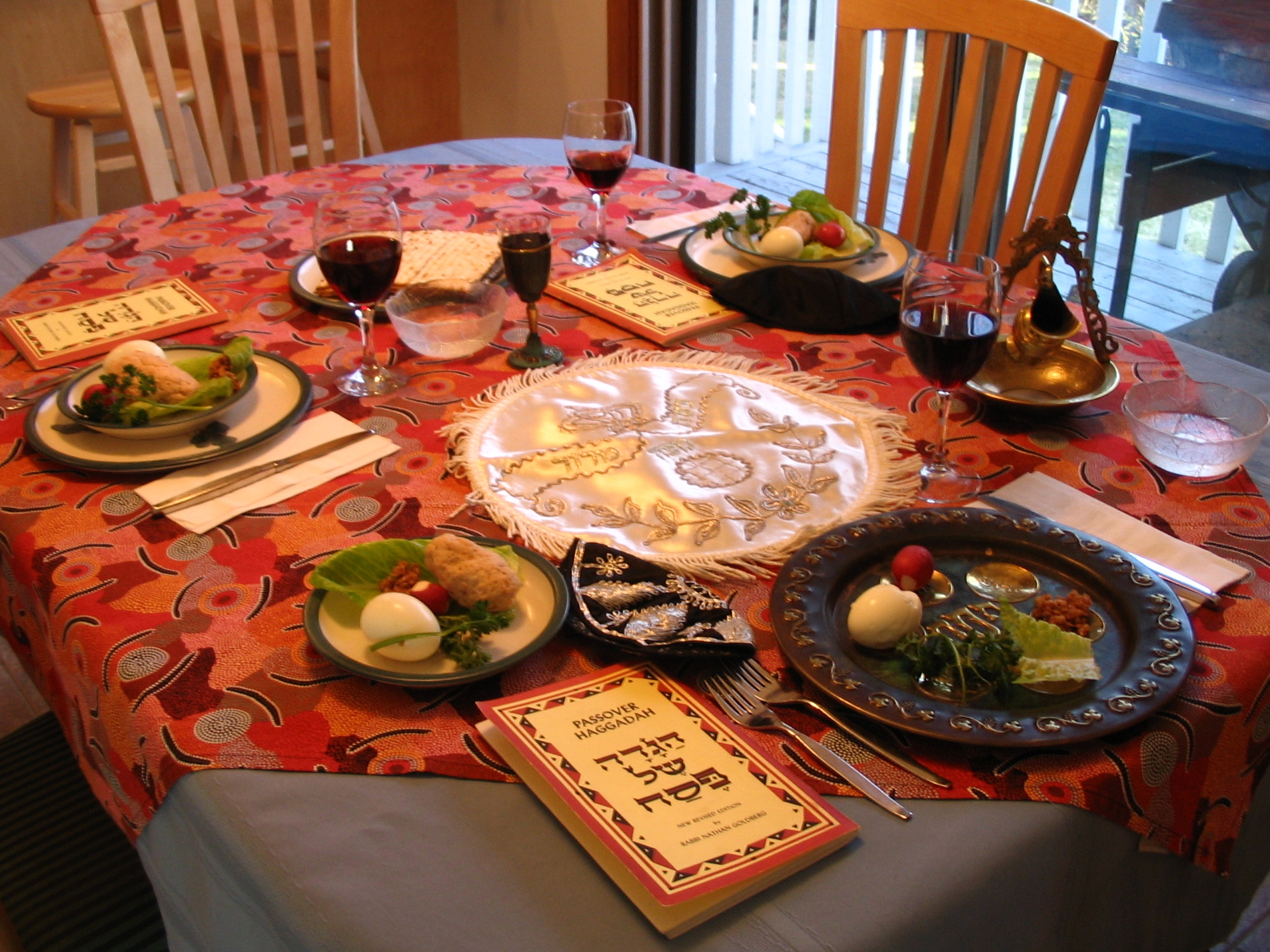
Una taula preparada per a la celebració del tradicional Séder de Pessa'h.

Shalosh Regalim (en hebreu: שלוש רגלים) (en català: "Els tres pelegrinatges"), és el nom donat a les tres festivitats jueves de Pessa'h, Xavuot, i Sukkot, durant les quals el poble jueu acostumava a peregrinar al Temple de Jerusalem i oferir ofrenes. En hebreu la paraula utilitzada per designar a aquestes tres festivitats és chag (en hebreu: חג, "festa", i també "moviment circular"), la qual cosa fa referència al costum de moure's en cercles al voltant d'un objecte, característica d'alguns rituals de pelegrinatge (per exemple; el pelegrinatge islàmic a La Meca, i la circumval·lació de la Kaba). Les tres festivitats són escrites en el text bíblic, i estan fortament lligades als canvis de les estacions i a la vida agrícola. Les festivitats en aquesta categoria són:
- Pessa'h - La Pasqua jueva.
- Xavuot - La festivitat de les setmanes, o de Pentecosta.
- Sukkot - La festa de les cabanyes o dels Tabernàcles.